# دير ام السعود (قفل شمر)

تعديل مصدري - تعديل

دير ام السعود هي إحدى قرى عزلة المخلاف بمديرية قفل شمر التابعة لمحافظة حجة، بلغ تعداد سكانها 62 نسمة حسب تعداد اليمن لعام 2004.